# Der Jazzkönig
Der Jazzkönig (Originaltitel King of Jazz) ist ein US-amerikanischer Revuefilm aus dem Jahr 1930 mit dem Orchester von Paul Whiteman, bestehend aus Gesangs-, Tanz- und Sketch-Beiträgen sowie (als erster Nummer) einer Zeichentrick-Sequenz, die von einem Conférencier und/oder durch große, mit Zeichnungen geschmückte Tafeln (als angebliche Seiten aus "Paul Whitemans Zeichenblock") angekündigt werden. Der im Zwei-Schicht-Technicolor-Verfahren gedrehte Farbfilm wurde für die Filmproduktionsgesellschaft Universal Studios zu einem finanziellen Misserfolg.

## Inhalt
Der Film ist eine musikalische Revue ohne Rahmenhandlung (also kein Spielfilm) mit vom Orchester Paul Whiteman begleiteten Nummern, die in ihrem Finale die Volksmusik Europas als die Wurzel des amerikanischen Jazz darstellt (Motto: America is a melting pot of music, also Amerika ist ein Schmelztiegel der Musik). Die gespielten, gesungenen und/oder getanzten Musikstücke sind Bridal Veil, The Bluebirds and the Blackbirds, It Happened in Monterey (darin eingelagert La Paloma), A Bench in the Park, Rhapsody in Blue, Happy Feet, Raggamuffin Romeo, Do Things For You, Nellie sowie Song of the Dawn. Ein weiterer Musiktitel (Music Hath Charme) ist als frühes Solo von Bing Crosby (damals noch als Mitglied der zum Orchester gehörenden Gesangsgruppe Rhythm Boys) dem Vorspann unterlegt und bildet somit die Titelmelodie des Films. Die Sketche sind Ladies of the Press,  In Conference, All Noisy on the Eastern Front, Oh! Forevermore!, Springtime, The Property Man.

## Hintergrundinformationen
Der von den Universal Studios mit einem Budget von zwei Millionen US-Dollar produzierte Film wurde für die Filmproduktionsgesellschaft zu einem finanziellen Misserfolg.
Der von Walter Lantz entworfene Zeichentrick-Film war die erste Animation, die jemals in Technicolor produziert wurde. 
In einem Artikel in The New York Times vom 3. Mai 1930 wird Komponist George Gershwin fälschlicherweise als der Pianist des Stücks Rhapsody in Blue bezeichnet, obwohl Roy Bargy in der Programmnummer das Klavier spielte. 
Die ebenfalls gedrehte Comedy-Szene mit dem Titel A Dash of Spice mit Kathryn Crawford, Glenn Tryon, William Kent und Sunny McKeen war in der Filmversion nicht mehr enthalten und wurde vermutlich vor der Premiere herausgeschnitten. 
Paul Whiteman wurde in einer Tanzszene von Paul Small gedoubelt, der Whiteman auch viele Jahre vorher imitiert hatte.
In einer Nebenrolle ist Merna Kennedy zu sehen, die Mitte der 1920er Jahre eine Liebesaffäre mit Charlie Chaplin hatte.
The Rhythm Boys war ein Vokaltrio, bestehend aus den Sängern Bing Crosby, Harry Barris und Al Rinker.

## Auszeichnungen
Herman Rosse erhielt den Oscar für das beste Szenenbild bei der Oscarverleihung im November 1930.
2013 erfolgte die Aufnahme in das National Film Registry.